# Mausoleum von Muzrobschah Khorezmi
Das Mausoleum von Muzrobschah Khorezmi (usbekisch Muzrobshoh Xorazmiy maqbarasi) ist ein Baudenkmal aus dem 16. bis 18. Jahrhundert, das sich in der Mahalla Oybek im Dorf Muhaman in dem Bezirk Hazarasp der Viloyat Xorazm der Republik Usbekistan befindet.

## Geschichte
Das Mausoleum wurde nach Musrab Shah benannt, einem politischen und religiösen Führer, der im 8. Jahrhundert in Choresmien lebte. Es stammt aus dem 16. bis 18. Jahrhundert.
Der Name des Mausoleums bezieht sich auf Abu Mukharram Muhammad Musrab Shah, einen Herrscher von Choresmien, der im 8. Jahrhundert lebte. Musrab Shah wurde 705 in einer Schuhmacherfamilie geboren und starb 775. Er war der erste Herrscher von Choresmien und machte die Stadt Hazarasp von 745 bis 775 zu seiner Hauptstadt. Laut Forschungen von Orientalisten wie Abdullah Ahmedov, Rozimboy Olloyorov und der wichtigste Imam-Chatīb Khairulla Abdullaev war Musrab Shah ein Verbündeter von Abu Muslim. Er galt als erfahrener Militärkommandant, Verteidiger des Islams, Humanist und treuer Freund.
Musrab Shah von Choresmien wurde auf dem Hauptfriedhof der Stadt Hazarasp begraben und wird vom Volk als Heiliger verehrt. Das Mausoleum ist auch unter den Namen „Shahbaba“, „Hazrat Shah“ und „Shahpir“ bekannt. Es wird angenommen, dass eine dreifache Pilgerreise zum Heiligtum von Musrab Shah den Pilger von Feinden befreit und starke Schmerzen lindert. Es wird auch gesagt, dass junge Menschen, die das Shahpir in guter Stimmung besuchen, gesegnet werden. Insbesondere wird behauptet, dass ein junger Mann, der das Shahpir besucht und ein Handwerk erlernen möchte, es bald erlernt, beherrscht und gut davon leben kann.

## Architektur
Das Mausoleum, das über dem Grab von Musrab Shah von Choresmien errichtet wurde, wurde im Laufe der Jahre beschädigt. Ein neues Mausoleum wurde an derselben Stelle in der Mitte des 17. Jahrhunderts, konkret im Jahr 1655 auf Anordnung von Khan Abdulgazi, erbaut.
Das Denkmal ist eine einkammerige Portal-Kuppel-Grabkammer mit stark ausgeprägten vertikalen Formen des Peshthak und säulenartigen Mausoleums. Die Größe des Mausoleums beträgt 7,3 × 8,3 Meter, die der Grabkammer 4,9 × 4,9 Meter. Das Mausoleum zeichnet sich durch ein ungewöhnlich entwickeltes, horesmisch-typisches Portal aus, das stark nach oben strebt und sich in Breite und Dicke nach oben hin verjüngt, mit erhaltenem Arkadendekor. Ausdrucksstarke, nach oben gerichtete Portale mit prächtigen zweistöckigen Arkaden sind charakteristisch für die Region Hazarasp. Der Vierbeiner der Grabkammer ist mit einem Abstand zur unteren prismatischen Basis versehen. In der oberen Hälfte sind die Ecken des Vierbeiners abgeschrägt, was dem Jochbogenstil entspricht, mit durchbrochenen Stalaktiten in den Bogenhöhlen. In der Mauerstruktur ragen auf unterschiedlicher Höhe Kragbalken hervor - Überreste ungeschnittener Baugerüste. Die Fassade ist im typischen Stil der Choresmischen Architektur gestaltet: Der Eingang hat einen tiefen Bogen, an den Seiten und oben befinden sich kleine Bögen. In der Sprache der Einheimischen wird dieses Mausoleum „Shokhpir Kadamjosi“ genannt.
Derzeit befindet sich um das Mausoleum herum ein Friedhof, und auf der Qibla-Seite, also der Südseite, befindet sich eine Moschee mit Platz für 2000 Gläubige.